# ЕКАТТЕ
Код ЕКАТТЕ (болг. Единен Класификатор на Административно-Териториалните и Териториалните Единици в Република България) — цифрова послідовність, що використовується для однозначної ідентифікації суб'єкта самоврядування в Болгарії.
Структуру і зміст ЕКАТТЕ затверджено рішенням № 497 Ради Міністрів Республіки Болгарія в 1995 році. Класифікатор схвалено рішенням № 565 Ради Міністрів Республіки Болгарія від 10 серпня 1999 року. Класифікатор замінив діючий раніше ЕКНМ (болг. Единен Класификатор на Населените Места), створений у 1972—1974 роках.
Код ЕКАТТЕ залежно від виду одиниці складається із декількох рівнів. Загальний код має такий вигляд:
- область: ХХХ
- община: ХХХ99
- кметство: ХХХ99-88
- район: 66666-77,

де:
- ХХХ - ідентифікаційний код області;
- 99 — номер громади в області;
- 88 — номер кметства в громаді;
- 77 — номер району;
- 66666 — ідентифікаційний код за ЕКАТТЕ населеного пункту.